# هانی (فیلم)
هانی (به انگلیسی: Honey) فیلمی سینمایی محصول سال ۲۰۰۳ کشور ایالات متحده به کارگردانی بیله وودراف است.
جسیکا آلبا، مکای فایفر، جوی بریانت و لیل رومئو از بازیگران این فیلم هستند.
داستان فبلم، ماجرای رقاصه‌ای معمولی است که شیفتهٔ رقص هیپ هاپ و موسیقی رپ است و به طور تصادفی توسط کارگردانی کشف می‌شود و به رقص‌پرداز (کوریوگرافر) و رقصندهٔ معروفی بدل می‌شود.

## بازیگران
- جسیکا آلبا هانی دنیلز
- مکای فایفر - چاز
- جوی برایانت - جینا
- رومئو میلر - بنی
- دیوید مسکو مایکل الیس
- میسی الیوت - خودش